# Cẩm Thạch
Cẩm Thạch là một xã thuộc tỉnh Thanh Hóa, Việt Nam.

## Địa giới hành chính
Xã Cẩm Thạch nằm ở phía tây bắc của huyện Cẩm Thủy, thuộc hữu ngạn sông Mã.
- Phía bắc giáp các xã Cẩm Thành, Cẩm Lương và Cẩm Bình, huyện Cẩm Thủy.
- Phía đông giáp xã Cẩm Bình, huyện Cẩm Thủy.
- Phía nam giáp xã Cẩm Châu, huyện Cẩm Thủy và xã Thạch Lập, huyện Ngọc Lặc.
- Phía tây giáp xã Cẩm Liên, huyện Cẩm Thủy.

## Hành chính
Năm 1964, xã Cẩm Thạch (cũ) được chia tách thành ba xã: Cẩm Thạch (mới), Cẩm Thành và Cẩm Liên. Xóm Xủ thuộc xã Cẩm Thạch (cũ) được chuyển sang xã Cẩm Lương. Xã Cẩm Thạch sau khi chia tách gồm có 9 xóm: Trây, Bọt, Bùi, Thung, Vân, Mít, Chén, Cốc và Chiềng Đông.
Từ ngày 1 tháng 7 năm 2025, theo Nghị quyết số 1686/NQ-UBTVQH15, giải thể huyện Cẩm Thủy và thành lập xã Cẩm Thạch mới trên cơ sở sáp nhập toàn bộ diện tích tự nhiên và dân số của 4 xã là Cẩm Thành, Cẩm Liên, Cẩm Bình và Cẩm Thạch.

## Giao thông
Xã Cẩm Thạch có tỉnh lộ 217 chạy qua.